# Len Gibbons
Leonard „Len“ Gibbons (* 22. November 1930 in Birkenhead; † April 2011 in Childer Thornton) war ein englischer Fußballspieler. Der Verteidiger war Teil der Meistermannschaft der Wolverhampton Wanderers in der Saison 1953/54, kam dort jedoch dort nicht regelmäßig zum Einsatz und war ab Mitte der 1950er-Jahre nur noch im südenglischen Non-League football unterwegs.

## Sportlicher Werdegang
Gibbons wurde in der Nähe von Liverpool auf der Halbinsel Wirral geboren. Noch während seiner Schulzeit in Ellesmere Port wurde er von seinem Lehrer an die Wolverhampton Wanderers empfohlen. Unter demselben Lehrer hatte bereits der aus Ellesmere Port stammende, damalige Wolves-Spieler Stan Cullis gespielt. Direkt nach seiner Schulzeit schloss er sich im August 1946 den Wanderers an und erlernte fortan fernab seiner Heimat das Fußballspielen. Im Februar 1948 erhielt er seinen ersten Profivertrag und leistete in der Folge in der British Army seinen Wehrdienst ab.
In der Saison 1951/52 bildete er eine Zeit lang mit Bill Shorthouse das Verteidigerpärchen und kam in dieser Spielzeit zu insgesamt 22 Erstliga- und drei Pokaleinsätzen. Der Korrespondent der Sports Argus beschrieb Gibbons im Februar 1952 als „eine der herausragenden Entdeckungen der Saison 1951/52“ und charakterisierte ihn als „einen von der furchtlosen Sorte“, der die nötige Geschwindigkeit besäße um Gegenspieler wieder einzuholen und dessen Tacklings „so effektiv wie scharf sind“ und der „beim Klären keine Zeit verschwendet und versucht die Bälle gezielt nach vorne zu schlagen“. In den beiden folgenden Spielzeiten schlossen sich nur noch drei Ligaeinsätze an, einer davon in der Meistersaison 1953/54, was aber zu wenig für den Erhalt einer Meisterschaftsmedaille war. Ansonsten verdingte sich Gibbons in der Reservemannschaft, mit der er beispielsweise 1953 den Titel der Central League gewann. Für seine langjährige Vereinszugehörigkeit erhielt er trotz seiner nur wenigen Auftritte in der ersten Mannschaft eine Sonderzahlung („benefit“).
Im Juli 1954 stand er mit einem Preisschild von 6000 £ auf der Transferliste und schloss sich in der Folge dem in der Southern League spielenden FC Tonbridge an. Dort kam er in zwei Spielzeiten zu 66 Pflichtspieleinsätzen, davon 54 in der Liga. Insbesondere in der Saison 1955/56 war er Stammspieler und bildete mit Bob Hailstones das Verteidigerpaar, am Saisonende wurde das Kent Senior Shield durch einen 3:1-Finalsieg über Canterbury City gewonnen. In der Saisonpause lehnte er die angebotene Vertragsverlängerung ab und wechselte stattdessen zum Ligakonkurrenten Hastings United. Mitte 1957 zog er in die Western League zum FC Salisbury City weiter, wenige Wochen zuvor hatten die Wanderers seine Registrierung bei der Football League aufgegeben.
Gibbons war zwei Mal verheiratet und hatte mehrere Kinder. Er war die letzten Jahre seines Lebens an ALS erkrankt.